# Pseudosphinx tetrio
Pseudosphinx tetrio is een vlinder uit de familie pijlstaarten (Sphingidae). De wetenschappelijke naam van de soort werd in 1771 gepubliceerd door Carl Linnaeus.

## Verspreiding en leefgebied
Deze vlindersoort komt voor van Paraguay tot het Caribisch gebied en de zuidelijke Verenigde Staten.

## De rups en zijn waardplanten
De waardplanten zijn Jasminum en Plumeria.